# モニカ・エスポジト

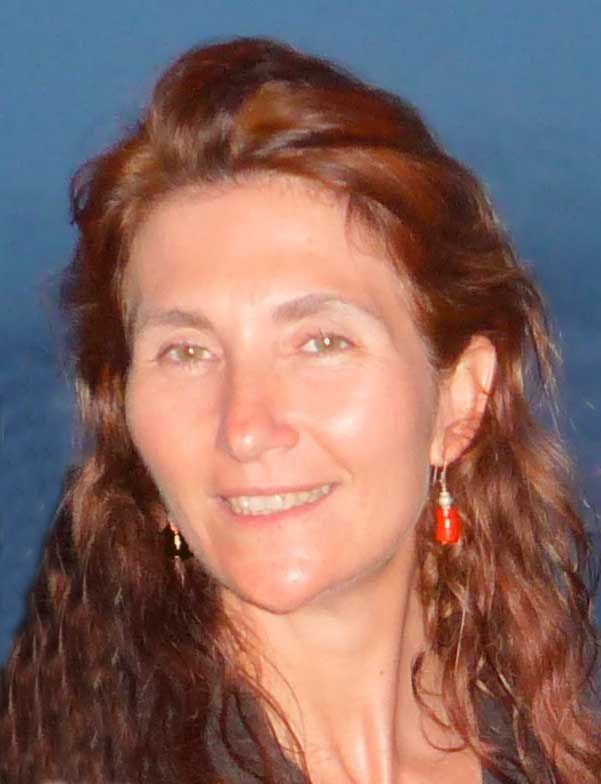

モニカ・エスポジト（Monica Esposito, 1962年8月7日 - 2011年3月10日）は、イタリアの歴史学者、道教学者。リグーリア州ジェノヴァ出身。
夫は仏教学者のウルス・アップ。京都大学人文科学研究所の助教授を務めていた。